# Eremedaille van de Spoorwegen
De Eremedaille van de Spoorwegen (Frans: "Médaille d'Honneur des Chemins de Fer") werd na 19 augustus 1913 in Frankrijk uitgereikt. Voor de toekenning van deze medaille was 25 jaar dienst in Frankrijk of 20 jaar in de koloniën vereist. De medailles werden ook toegekend voor jubilea bij het spoor of uitzonderlijke daden van moed en toewijding door personeel dat werkzaam is op het spoor. Voor toekenning bij een dienstjubileum was 30 jaar dienst of 25 jaar als monteur of machinist in Frankrijk of 20 jaar bij de spoorwegen in de Franse koloniën vereist.
Voor dragers van hoge onderscheidingen zoals het Legioen van Eer, de Nationale Orde van Verdienste, de Verzetsmedaille en de Médaille Militaire gelden bijzondere regels; zij ontvangen, wanneer zij na 28 jaar voor de Eremedaille van de Spoorwegen in aanmerking komen, de vergulde medaille. Na 30 jaar ontvangen zij e gouden medaille. De ministers en staatssecretarissen van transport hebben na hun ambtsperiode automatisch recht op de gouden medaille.
médaille de Vermeil pour 25 années de services et la médaille d'Or pour 30 années de services.
In de Franse kolonie Kameroen werd een iets afwijkende Eremedaille voor de Spoorwegen van Kameroen aan hetzelfde lint verleend.

## De graden
De medaille wordt in drie graden toegekend
- Médaille d'honneur des chemins de fer en argent pour 25 années de services. (de zilveren medaille)
- Médaille d'honneur des chemins de fer en vermeil pour 35 années de services. (de verguld zilveren medaille)
- Médaille d'honneur des chemins de fer d'or pour 38 années de services. (de gouden medaille)

## De opeenvolgende medailles
De eerste versie van deze Franse medaille toont op de voorzijde de kop van Marianne, het zinnebeeld van de Franse Republiek, met op het hoofd een Frygische muts. Het rondschrift luidt "REPUBLIQUE FRANÇAISE’" en de medaille is onder de afsnede van kop gesigneerd met "O. Roty". Het ontwerp was van de hand van de beroemde beeldhouwer Louis-Oscar Roty 1846-1911'. Op de keerzijde staat binnen een krans van lauweren en eikenblad samengebonden met een lint waarop de leuze "HONNEUR TRAVAIL" een locomotief. Daar is ook ruimte voor een inscriptie. Het rondschrift luidt "MINISTERE DES TRAVAUX PUBLICS". De medailles werden geslagen door de bekende firma Arthus Bertrand & Co in Parijs.
Van de medailles bestaan vier typen:
- Het eerste type, toegekend van 19 augustus 1913 tot 12 augustus 1939[1]. De medailles hebben een diameter van 32 mm. Het omschrift luidt "REPUBLIQUE FRANÇAISE". Op de keerzijde staat "HONNEUR et TRAVAIL" en "MINISTERE DES TRAVAUX PUBLICS - CHEMINS DE FER". Op de keerzijde is een stoomlocomotief afgebeeld.

Deze medaille werd in zilver en na 1919 ook in verguld zilver uitgereikt.
- Het tweede type, toegekend van 12 augustus 1939 tot 1953 is van de hand van Charles-Maurice Favre-Bertin. De medailles hebben een diameter van 32 mm. De opdracht op de medaille luidt "MEDAILLE - DES - CHEMINOTS" met de initialen "R - F". Op de keerzijde is een stoomlocomotief afgebeeld.

Deze medaille werd in zilver of verguld zilver uitgereikt.

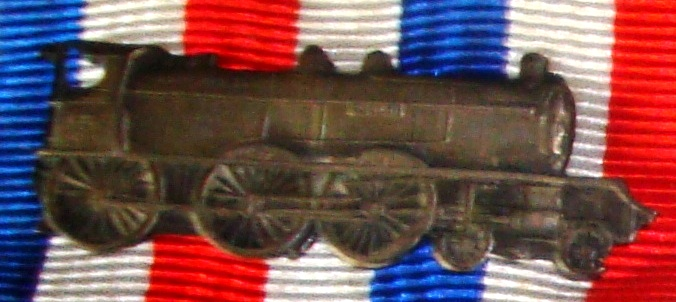
Gesp zoals die tussen 1913 en 1939 werd uitgereikt

- Het derde type, toegekend van 1953 tot 1982 is van de hand van Georges Guiraud. De medailles hebben een diameter van 32 mm.

Het omschrift luidt "REPUBLIQUE FRANÇAISE". Op de keerzijde staat rond twee locomotieven "MEDAILLE D’HONNEUR DES CHEMINS DE FER".
Deze medaille werd in brons, verzilverd brons of verguld brons (bronze, bronze argenté en doré) uitgereikt.
- Het vierde type van na 1982 is van de hand van Georges Guiraud. De medailles hebben een diameter van 36 mm.

Deze medaille werd in brons, verzilverd brons of verguld brons (bronze, bronze argenté en doré) uitgereikt.
Het omschrift luidt "REPUBLIQUE FRANÇAISE". Op de keerzijde staat rond twee locomotieven "MEDAILLE D’HONNEUR DES CHEMINS DE FER".
De zilveren of gouden gesp in de vorm van een stoomlocomotief werd tot 1939 toegekend.
Men draagt de medaille aan een rond oog en een ring die door een blauw-wit-rood-wit-blauw-wit-rood lint op de linkerborst was gehaald.

## Protocol
Het is gebruik om de Franse medailles op 1 januari and 14 juli uit te reiken. Dat gebeurt tijdens parades en plechtigheden. De onderscheidingen worden de onwaardige, want wegens een misdrijf veroordeelde, dragers ook weer ceremonieel afgenomen. Wanneer men op uniformen geen modelversierselen draagt is een kleine rechthoekige baton in de kleuren van het lint voorgeschreven.
De medaille wordt ook als miniatuur gedragen op bijvoorbeeld een rokkostuum.